# Dewan Farooque Motors
Die Dewan Farooque Motors Limited ist ein im Jahre 1998 gegründeter pakistanischer Automobil- und Nutzfahrzeughersteller mit Unternehmenshauptsitz in Karatschi. Das Montagewerk des Herstellers ist in Sujawal zu finden. Das Unternehmen ist eine Tochtergesellschaft der Yousuf Dewan Companies, die wiederum seit 2003 bzw. 2004 Vertriebspartner für BMW und Mitsubishi ist. Eine andere Quelle nennt das Jahr 1999 als Produktionsbeginn des Shehzore.

## Unternehmensgeschichte
Das Unternehmen wurde 1998 gegründet. Zusammen mit den koreanischen Herstellern Hyundai und Kia wurde das erste Fahrzeug am 15. Januar 2000 produziert. Eine andere Quelle nennt dafür das Jahr 1999.
Die Hyundai- und Kia-Produktion endete allerdings im Jahr 2004. Im Jahr 2005 vermeldete Dewan Farooque Motors 50.000 produzierte Fahrzeuge.
Das Unternehmen fuhr ab 2008 die Produktion fast vollständig herunter, um sie später drei Jahre lang einzustellen, so dass erst wieder für 2014 hergestellte Einheiten ausgewiesen wurden.
Für die Wiederaufnahme der Produktion ab 2016 wurde das Joint-Venture Daehan—Dewan Motor Company zwischen Yousaf Dewan Companies und der KOLAO Group aus Laos und Südkorea gegründet.

## Modelle
Zu den produzierten Modellen gehörten der Hyundai Santro und das Nutzfahrzeug Hyundai Shehzore. Zwischen 2000 und 2011 wurden 95.429 Exemplare der Modelle Kia Classic, Kia Spectra, Sportage und Hyundai Santro hergestellt. Für 2003 wurde eine Produktion von 5200 Hyundai- und 1379 Kia-Personenkraftwagen ausgewiesen.